# Miltasura celebensis
Miltasura celebensis är en fjärilsart som beskrevs av Walter Karl Johann Roepke 1946. Miltasura celebensis ingår i släktet Miltasura och familjen björnspinnare. Inga underarter finns listade i Catalogue of Life.